# یوبی، صربستان
یوبی، صربستان (به لاتین: Ub, Serbia}} یک روستا در صربستان است که در UB واقع شده‌است.